# Томский разряд
То́мский разря́д ― административно-территориальная единица (разряд) Русского царства, существовавшая в 1629―1711 годах. В 1690―1711 годах располагался на землях бассейна Оби, включая её притоки (Васюган, Кеть и пр.). В XVII веке Кузнецкий уезд Томского разряда подвергался набегам соседствующих с ним кочевников. Согласно переписи населения 1710 года в Томском разряде жило более 14 тыс. душ мужского пола. Разряд был упразднён в 1711 году после образования Сибирской губернии.

## История
Томский разряд был создан в 1629 году и состоял из Томского, Нарымского, Кетского, Кузнецкого, Енисейского (до 1677 года) и Красноярского (до 1681 года) уездов. В 1690―1711 годах располагался на землях по течению Оби, включая притоки Васюган, Парабель, Кеть, Томь, Чулым, Бия, Катунь, Бердь. В XVII веке на территории Томского разряда сформировался крупный земледельческий регион. Кузнецкий уезд разряда в XVII веке подвергался набегам кочевых народов: телеутов, киргизов и джунгаров. Томский разряд был упразднён в 1711 году ввиду образования Сибирской губернии.

## Население
|                  | Общее население                                                                                                 | Коренное население                    |
| ---------------- | --- | ------------------------------------- |
| Общее количество | 14,32 тыс. душ мужского пола                                                                                    | 10,44 тыс. человек                    |
| Отдельные группы | 1,143 тыс. посадских людей м. п., 3,98 тыс. пашенных и оброчных крестьян м. п., 8,215 тыс. служилых людей м. п. | 7,92 тыс. тюрков, 2,52 тыс. селькупов |